# کونرادو پرس
کونرادو پرس (اسپانیایی: Conrado Pérez‎؛ زادهٔ ۲۱ دسامبر ۱۹۵۰) بازیکن بسکتبال اهل کوبا بود.